# 芝浦工業大学柏中学高等学校
芝浦工業大学柏中学高等学校（しばうらこうぎょうだいがくかしわちゅうがくこうとうがっこう、英語: Shibaura Institute of Technology Kashiwa）は、千葉県柏市増尾に所在し、中高一貫教育を提供する私立中学校・高等学校。通称は、「芝柏（しばかし）」。
高等学校においては、第2学年より、中学校より進学した生徒（内部進学者）と、高等学校より入学した生徒（外部進学者）を混合して、学級を編成する。芝浦工業大学の附属学校である。
校長は中根正義 。

## 沿革

### 開校まで
- 1930年 - 東京高等工学校付属普通部（芝浦工業大学付属第一高等学校の前身）設置
- 1948年 - 芝浦高等学校（新制）設置
- 1954年 - 芝浦工業大学工業高等学校に校名変更
- 1975年 - 芝浦工業大学付属第一高等学校に校名変更
- 1980年 - 芝浦工業大学付属第一高等学校を移転する形（届出上は新設校）で、芝浦工業大学高等学校（現：芝浦工業大学附属中学高等学校（東京都江東区））の姉妹校として芝浦工業大学柏高等学校設立、普通教室棟（現：中央棟）竣工。当初は男子校であった。なお、芝浦工業大学付属第一高等学校は1984年に閉校した。

### 開校後
- 1980年4月 - 第1回入学式挙行、入学者376名（8学級）
- 1980年6月 - PTA発足
- 1980年9月 - 生徒会発足
- 1980年12月 - 後援会発足
- 1981年3月 - 体育館および武道館竣工
- 1981年6月 - 外構工事竣工
- 1981年7月 - 落成式典挙行
- 1982年7月 - グラウンド整備工事完了
- 1983年3月 - 体育館諸設備工事完了
- 1985年3月 - ソーラーハウスおよびクラブ棟竣工
- 1986年4月 - 第二代校長に森良多が就任
- 1987年6月 - 弓道場竣工
- 1988年12月 - 第二グラウンド仮造成
- 1989年10月 - 創立10周年記念式典挙行
- 1990年4月 - 男女共学に移行
- 1991年4月 - 第3代校長に大山徳高が就任
- 1991年 - 家庭科教室棟竣工
- 1993年8月 - 普通教室棟冷暖房化工事竣工
- 1995年10月 - PTA幹事OBの親睦団体「柏芝会」設立
- 1996年6月12日 - 野球部の高校生が練習試合中に倒れ、蘇生することなく亡くなった。翌年以降、学校では同日を「安全の日」と称している。
- 1997年4月 - 第4代校長に中平浩司が就任
- 1997年5月 - 理事会および評議員会で中学校設立計画決議
- 1998年3月 - 中学校設置計画承認
- 1998年10月 - 法人70周年記念 会津高原高杖セミナーハウスオープン
- 1999年3月 - 中学校校舎竣工
- 1999年4月 - 中学校第1回入学式挙行、入学者162名（4学級）。カフェテリア竣工、スクールバスを導入、武道館を改修し小体育館へ名称変更
- 1999年6月 - 第1回合唱祭実施
- 1999年11月 - 高等学校創立20周年・中学校開校記念式典挙行
- 2000年4月 - 3学期制から2学期制へ移行
- 2000年10月 - 中学1期生がゴーマン杯マラソンを実施
- 2000年12月 - 豪クイーンズランド州のリディーマ・ルーセラン・カレッジと姉妹校提携
- 2001年2月 - 高等学校、耐寒マラソン終了
- 2001年4月 - 中学校が「福祉教育推進校」に指定
- 2001年9月 - 中学校第1回運動会実施
- 2002年3月 - ホール棟竣工
- 2002年4月 - 第5代校長に佐藤正行が就任
- 2003年8月 - 中央棟および高校棟が耐震工事完了
- 2004年8月 - 文部科学省よりスーパーサイエンスハイスクール研究開発校に指定、体育館耐震工事完了
- 2005年3月 - 防犯カメラおよびセンサー設置
- 2006年2月 - グラウンドに簡易夜間照明装置
- 2006年8月 - 高校校務センターほか改修工事完了、高校棟普通教室にサーキュレーター設置
- 2007年3月 - 陶芸教室リニューアル工事竣工
- 2007年4月 - スーパーサイエンスハイスクール研究開発校の2年延長
- 2007年8月 - グラウンド体育館側防球ネット、弓道防矢ネット設置
- 2008年4月 - 第6代校長に菅沢茂が就任。「芝浦工業大学柏中学高等学校給付奨学金」制度施行、高等学校が「福祉教育推進校」に指定
- 2008年5月 - 南会津湯ノ花の国有林に学校分収造林契約を締結
- 2008年7月 - 学校評議員制度に基づく「芝浦柏創造委員会」発足
- 2008年9月 - 体育館床の張り替えなど改修工事完了
- 2009年5月 - 「芝浦創造の森（南会津）」記念碑設置
- 2009年10月 - 地下水ろ過システムによる専用水道開始、交流館竣工
- 2009年11月 - 創立30周年記念式典挙行
- 2010年3月 - 柏芝会解散
- 2011年4月 - 中学定員増（1学年180名5クラス）を1年生より年次進行で実施 交流館和室を「有元庵」と命名し扁額を設置
- 2012年4月 - 高校臨時定員増（30名増）
- 2013年5月 - グラウンドに人工芝およびミストを敷設
- 2015年4月 - 高校グローバル・サイエンス（GS）クラス、ジェネラルラーニング（GL）クラス設置、第3グラウンド供用開始
- 2016年4月 - 第7代校長に野村春路が就任、中学グローバル・サイエンスクラス設置
- 2018年4月 - スーパーサイエンスハイスクール（基礎枠実践型）に5年間再指定
- 2022年4月 - 第8代校長に中根正義が就任

## 校風
- 建学の精神は「創造性の開発と個性の発揮」である。教育方針は次の5つを掲げている[5]。
  - 創造性の教育
  - 主体性の教育
  - 生きる力の教育
  - 感性の教育
  - 健康と安全の教育

- 校風としては、特に厳しい規定もなく比較的自由な雰囲気であるとされている。反面、ノーチャイム制を導入するなど「自分で考え行動する」力を生徒に身につけさせることにも力を注いでいる[6]。

- 理科専用のフロアの設置や、「SSC（芝浦サイエンスクラス）」と称したクラスを高校から導入するなど、理科教育に熱心である[6]。

## カリキュラム
希望者は、イギリス、アメリカ、オーストラリア、カナダ（高1・高2）への短期留学がある。
中学・高校とも週6日制で土曜日は半日授業を行っている。中学校は全学年一斉に週当たり36時間授業となり、2012年度から数学・英語の時間を増やしたほか、新たに「朝演習」の時間を新設した。高等学校は週当たり高1が35時間、高2が34時間、高3が22～34時間となり、難関大受験に向けて十分な授業時間の確保と受験力の向上に努めている。また、文部科学省よりスーパーサイエンスハイスクールの指定を受けており、グローバル・サイエンスクラスおよびジェネラル・ラーニングクラスともに探究活動にも本格的に取り組んでいる。補習授業などを用意しながら生徒たちの高い学力の向上を図っている。2024年度には、東京大学に5人、東京科学大学に7人、一橋大学に2人、早稲田大学に43人、慶應義塾大学に18人、その他、海外の大学にも多数の合格者を出している。

## 中学入試と高校入試
芝浦工業大学柏中学高校の入試は以下のとおりである。
- 中学校 - 1月下旬に一般入試が2回、2月上旬に課題作文入試が1回行われる。一般入試の募集定員は第1回入試が男女計110人、第2回入試が男女計55人でそれぞれ、「国語・算数・理科・社会」の4教科で合否判定される。課題作文入試の第3回入試が男女計15人で、「人文社会系と理数系の簡易な適性検査型の課題作文（字数は300～400字程度）と面接」で合否の判定を行う[10]。
- 高等学校 - 1月中旬に一般入試が2回行われる。一般入試は、募集定員が男女計120人で、「国語・数学・英語・内申点」か「国語・数学・英語・社会・理科・内申点」のいずれかの受験方法で受験し、合否の判定を行う[10]。

## 学校行事
出典: 
- 球技大会：5月1日、5月2日
2002年度より高校にて運動会に代わる祭典として開催される。これは運動会の準備に時間がかかりすぎてしまうことから、気軽に行える球技のみを取り入れたイベントである[要出典]。生徒会により運動会の復活が目指された時期があったが、実現していない。なお、中学校では引き続き運動会が開催されている。
体育科の主導でバレーボール・バスケットボール・ソフトボール・サッカー・卓球・ソフトテニス・キャッチ ザ ディスクのゲームがクラス対抗で行われる。
- グリーンスクール：5月中旬～下旬頃
中学2年生が、自然について深く学習することを目標とし、二泊三日で福島県の高杖（会津）で林業体験や森林散策を行う研修旅行。現地に芝浦創造の森という人工林が存在する。
- 研修旅行：6月中旬～下旬頃
中学3年生時に国際感覚を養うことを目標としてマレーシアで現地の生徒と交流を行っていた。2015年度からはグアムに変更となった。
（2017年と2018年は、北朝鮮がグアムへの大陸間弾道ミサイル落下予告を行ったため、一時的措置として長崎に変更になったが、2019年から再びグアムとなった）
- 文化祭（増穂祭[注釈 2]）：通常10月の第1土曜日・日曜日に開催される。
多くの生徒や来場者から「つまらない」と評されている[注釈 3]。新型コロナウイルス感染症の世界的流行以前の来場者数は5000人前後で推移していた。[12][13]
2003年度より受験勉強の妨げになるとの理由で3年生の参加が禁止されることになった。しかし、前年に教員らにより確定されていたその情報を生徒側に伝えていなかったために生徒側の反発を受け、3年生の有志参加が認められる事となった。3年生の文化祭準備期間は増穂祭前の一週間のみとされ、クラス単位での参加はほとんどない[要出典]。
- 合唱祭：1999年度より始まった行事。例年柏市民文化会館で行われていたが、中学校では2005年度より森のホール21で開催されている。
2000年度から2002年度は中高合同で行われた。2003年度より高校・中学と別々に開催される。高校の合唱祭は開催が2月に移行され、高校3年生の参加は認められなかったが、2015年度から5月に開催されることとなり、高校3年生も有志参加が可能になった。
- 運動会：10月下旬頃
中学生のみで実施される。
2013年度からは人工芝グラウンドでの開催となる。

## 主な施設
出典: 

### 校舎

#### 主要4棟
- 中央棟：1980年3月竣工、3階建て。校長室、高校校務センター（職員室）、音楽室などの特別教室が集積しており、学校の中枢機能を担っている。
  - 売店：文房具だけでなく、制服のボタンやバスの乗車券なども購入できる。また、学校を会場とした漢検および数検の申し込みや長期休暇に実施される講習の受け付けをしている。昼食時には弁当、パン、デザート、プロテインなどを販売している。
  - ピロティ：雨天時でも使用できる小スペース空間である。自動販売機が設置されている。
  - 図書室：所蔵冊数が約3.8万冊あり、中高合わせて年間1万冊以上の貸出がある。また、入口にはいろいろな展示コーナーがある。
- 高校棟：1980年12月竣工、5階建て。高校1・2年生が使用する。エレベーターは設置されておらず、4・5階へは階段の利用が必須である[注釈 4]。
- 中学棟：1999年竣工、4階建て。中学生が使用する。職員室が各階にあるのが特徴である。
- ホール棟：2002年竣工、4階建て。高校3年生が使用する。
  - グリーンホール：全校集会や学年集会、各種講演会などで使用する。

#### その他
- カフェテリア：タニタ監修の宅配食でも話題となった。
- 和室（交流館内）：国際交流のレセプションで使われており、普段は茶道部の活動で使用している。
- 中庭：カフェテリアや中央棟および交流館に面しており、校内各所からアクセスが良い。

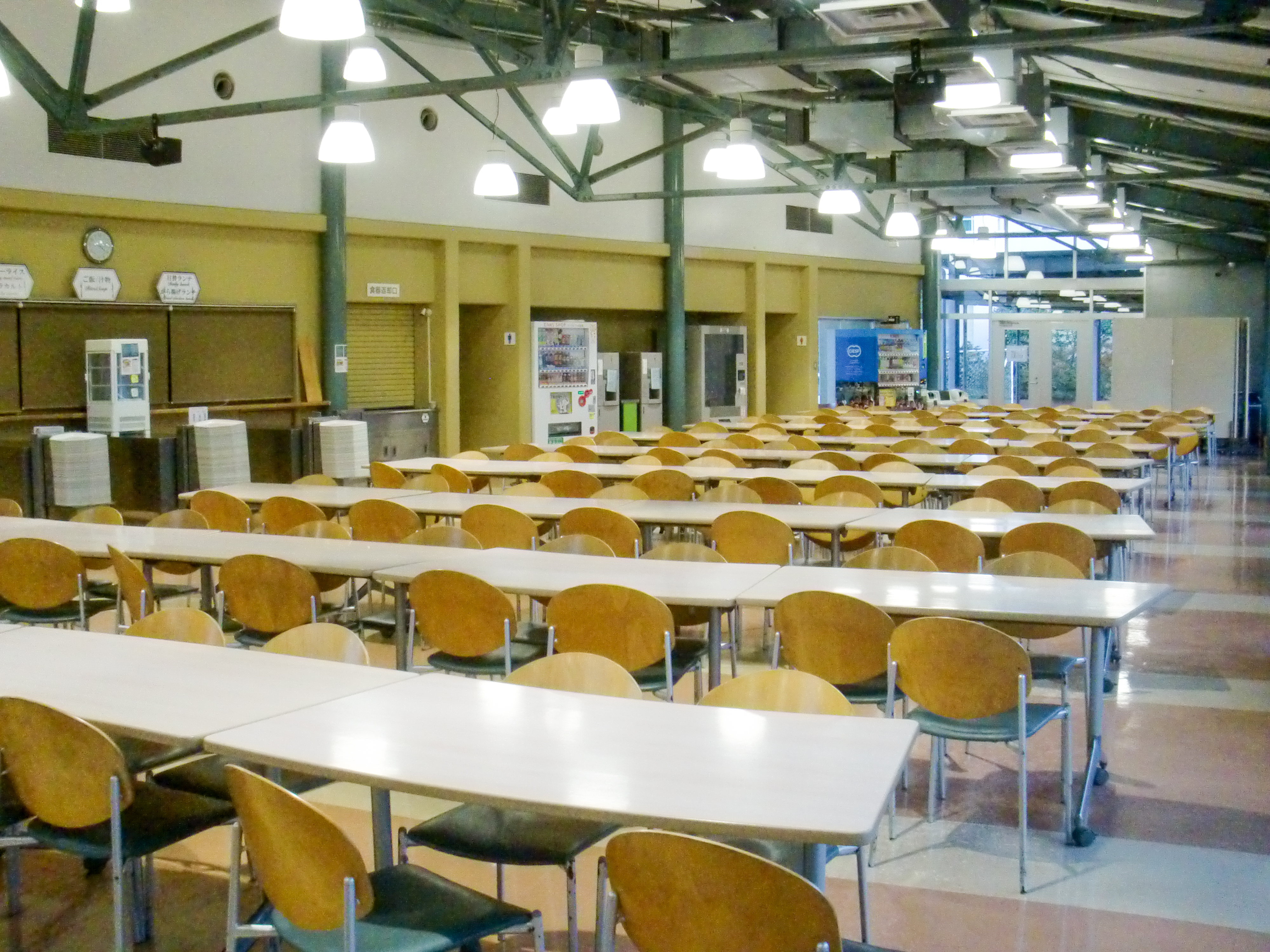
カフェテリア

### 運動施設
- 第1グラウンド：2013年にミスト散水設備、2017年にLED照明が整備された。2025年には人工芝が全面改修され、プロスポーツ施設に匹敵する快適な運動環境となった。
- 第2グラウンド：バスケットゴールが3基あり、地面はコンクリート舗装のため雨上がりでもすぐに使用できる。また、テニス用の支柱も設置されており、テニスの練習にも対応している。
- 第3グラウンド：第2グラウンドに隣接。バレーコート、バスケットコート、テニスコートなどを備える。
- 大体育館： 味の素ナショナルトレーニングセンターでも採用されているフランス製の床材を使用しており、高い競技性と安全性を備えている。2020年には空調設備が整備され、快適な活動が可能となった。Wi-Fiも完備され、球技祭や式典などのライブ配信も行われている。
- 小体育館
- 開閉式ソーラーハウスプール
  - 全天候型のプール。ボイラーが付設されており、年中利用することが可能。

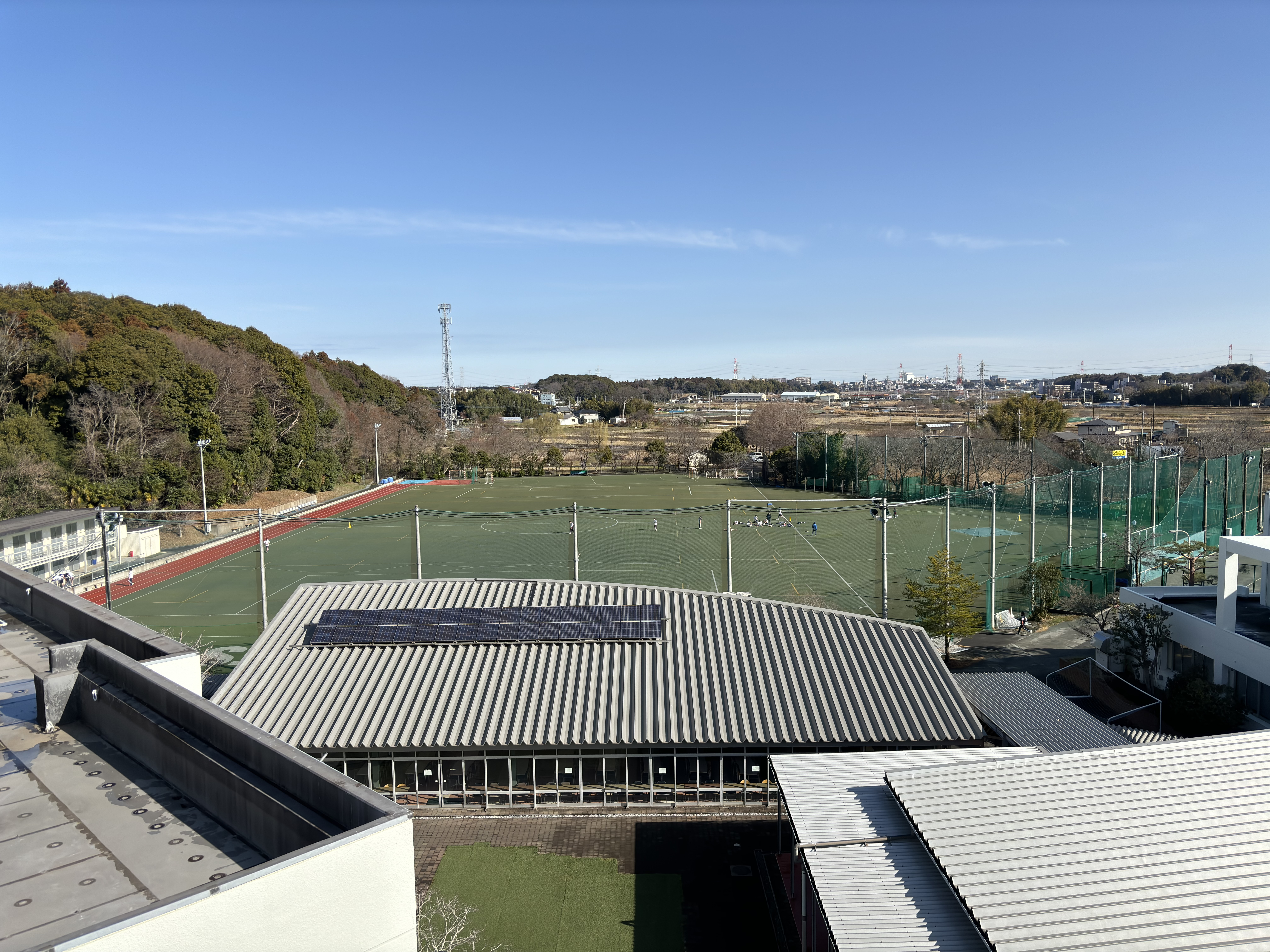
カフェテリア（手前） 第1グラウンド（奥）
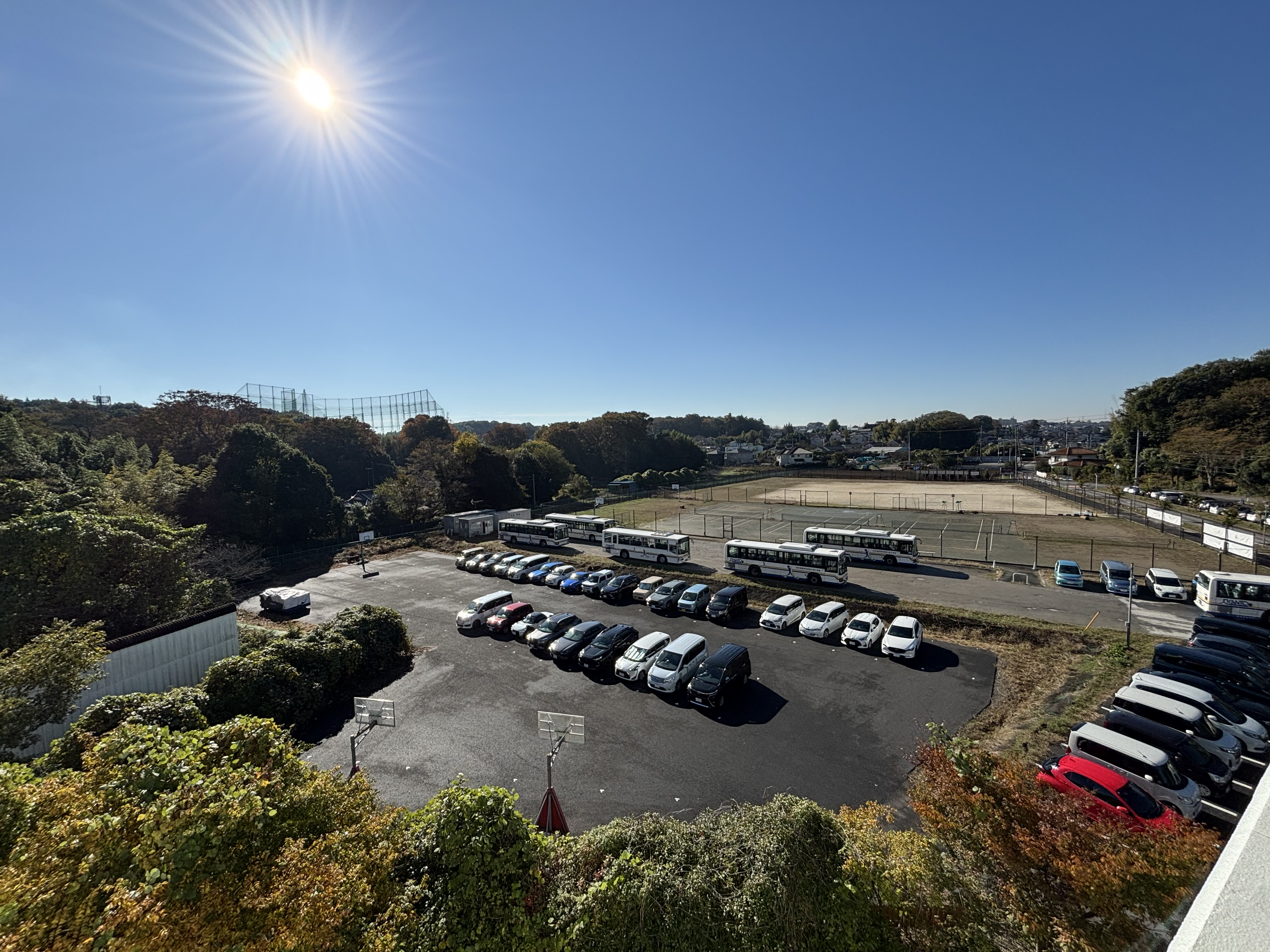
第2グラウンド（手前） 第3グラウンド（奥）

## 部活動

### 部活動
出典: 
敷地面積が広く、教育環境に恵まれている。その為、中学高校の多くの生徒たちは部活動に所属して活動している。
中学3年生は後期以降募集がある高校の部活動に仮入部でき、仮入部した生徒は下校時間が延長される。

また一部の部活動では、高校3年生の活動が制限されている。
中学
- 科学部
- コンピューター部
- サッカー部
- ソフトテニス部
- バスケットボール部
- ハンドボール部
- バレーボール部
- 吹奏楽部
- 囲碁将棋部
- 演劇部
- 水泳部
- 卓球部
- 野球部
- 陸上部
- 英語部
- 剣道部
- ダンス部
- 鉄道研究部

高校
- 科学部
- コンピューター部
- サッカー部
- ソフトテニス部
- バドミントン部
- バスケットボール部
- バレーボール部
- ハンドボール部
- ラグビー部
- 吹奏楽部
- 囲碁将棋部
- 軽音楽部
- 弓道部
- 剣道部
- 演劇部
- 水泳部
- 卓球部
- 野球部
- 陸上部
- 美術部
- 英語部
- ダンス部
- 茶道部
- 鉄道研究部

### サークル
部活動の他にサークル活動が存在する。
サークル活動は、中学では5名以上（兼部は原則禁止）を集めて活動場所を確保した上で専属の顧問をつけ、生徒会担当にその旨文書で申請する。
その内容は生徒会及び職員会議において議論され、賛成多数で可決された場合、校長の許可を持ってサークルの成立となる。
高校の場合には、同じく5名以上（兼部の人数によっては8名以上）を集め、活動場所を確保し専属の顧問を付けた上でクラブ連合会にその旨文書で申請する。
その内容はクラブ連合会において議論され、賛成多数で可決された場合、校長の許可を持ってサークルの成立となる。
またサークル活動については学校からの活動費が最大1万円支給される。1年以上の継続的活動をもってサークルから部への昇格を申請することができる。
- 数学研究
- 文芸
- 模型
- 現代史
- クイズ研究

## 交通アクセス

### 公共交通機関
- ■東武鉄道 東武野田線（東武アーバンパークライン）
  - 新柏駅から徒歩25分。スクールバスで5分。
  - 増尾駅から徒歩約20分。
    - 但し、増尾駅は公式に最寄駅として案内されていない。
- ■JR東日本 常磐線
  - 柏駅からスクールバスまたは東武バスで15分。

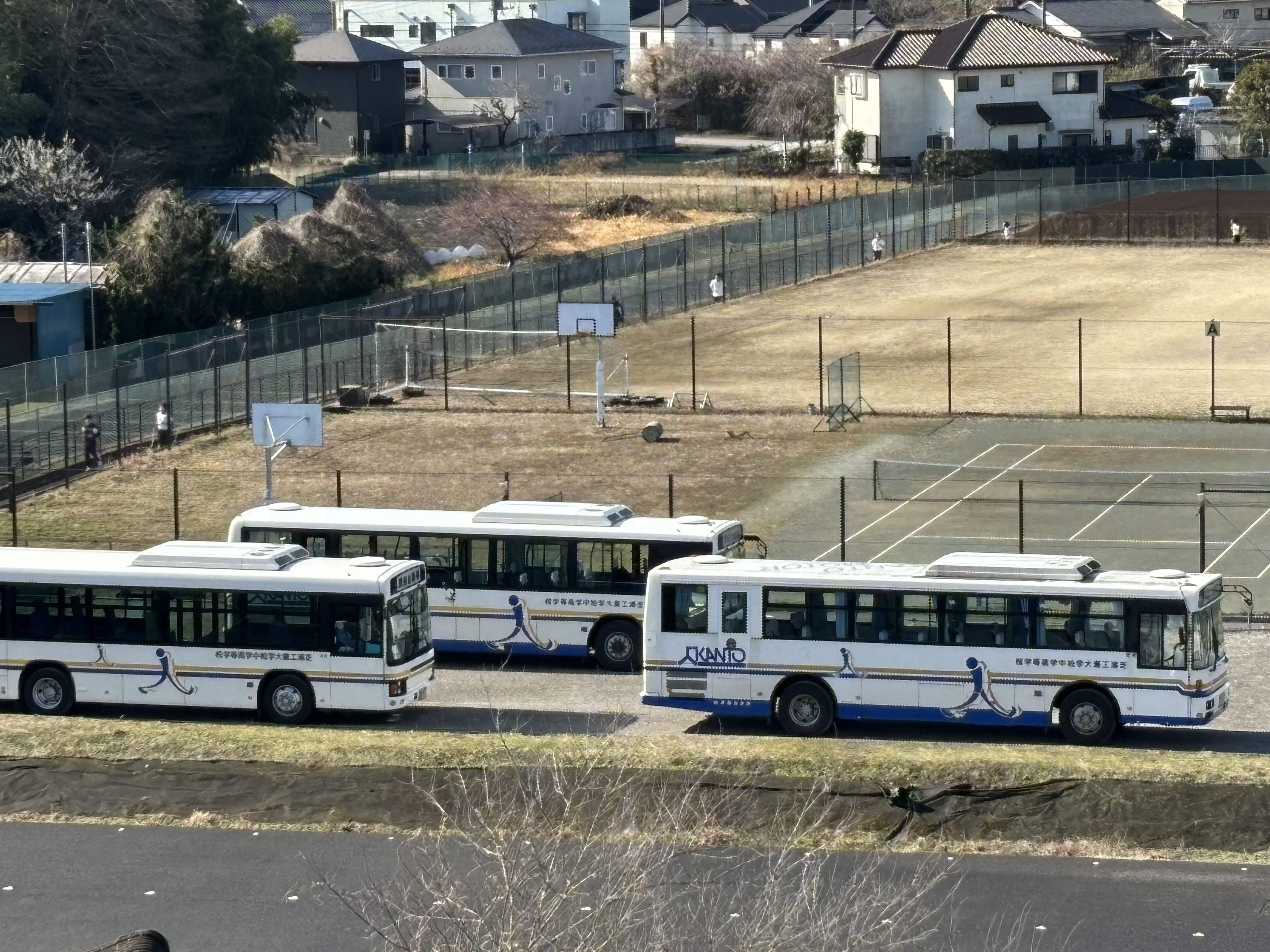
スクールバス

### 自動車

#### 高速道路
- E6常磐道
  - 柏ICより約30分（国道16号経由）。

## 校歌
出典: 
校歌は「毎日が喜び」という曲名で、歌詞には学校周辺の様子が綴られている。作詞、作曲は小椋佳。男女共学を目前に控えた創立10周年に合わせて制定された。学校の新たな節目にふさわしい校歌を作るため、生徒が小椋に作詞・作曲を依頼した。小椋の希望により、生徒や卒業生から作文形式のアンケートを募り、歌詞が完成した。この校歌は、小椋が初めて高等学校のために手がけた作品であり、生徒たちの自由、個性、夢に向かう姿が生き生きと表現されている。

## 著名な出身者
- 浦上壮平 - 実業家（エスプール創業者）
- 小宮山悟 - 早稲田大学野球部監督、元プロ野球選手（ロッテオリオンズ/千葉ロッテマリーンズ→ 横浜ベイスターズ→ ニューヨーク・メッツ→千葉ロッテマリーンズ）
- 木戸章之 - 元フィギュアスケートアイスダンス選手
- 清水貴之 - 政治家、元参議院議員（2期）
- 斉藤健仁 - スポーツライター
- 鈴木遥 - NHKアナウンサー
- 倉部史記 - 著作家